# Robert Scarlett
Robert Anthony Scarlett (ur. 14 stycznia 1979 w Kingston) – jamajski piłkarz występujący na pozycji obrońcy.

## Kariera klubowa
Scarlett karierę rozpoczynał w 1997 roku w zespole Harbour View. Przez pięć lat gry dla tego klubu, zdobył z nim mistrzostwo Jamajki (2000) oraz trzy Puchary Jamajki (1998, 2001, 2002). W 2002 roku podpisał kontrakt z rosyjskim Spartakiem Moskwa. Spędził tam sezon 2002, w ciągu którego w barwach Spartaka wystąpił jeden raz.
W 2003 roku Scarlett wrócił do Harbour View. W 2004 roku wygrał z nim rozgrywki CFU Club Championship. W tym samym roku odszedł do trynidadzko-tobagijskiego W Connection. W sezonie 2004 wywalczył z nim Puchar Ligi Trynidadzko-Tobagijskiej. W 2005 roku znowu został graczem Harbour View.
Jednak jeszcze w tym samym roku Scarlett odszedł do amerykańskiego Realu Salt Lake. W MLS zadebiutował 21 sierpnia 2005 roku w przegranym 0:1 pojedynku z Houston Dynamo. Do końca sezonu dla Realu zagrał 9 razy.
Na początku 2006 roku odszedł do Harbour View. W 2007 roku zdobył z nim mistrzostwo Jamajki, a także wygrał rozgrywki CFU Club Championship.

## Kariera reprezentacyjna
W reprezentacji Jamajki Scarlett zadebiutował w 1999 roku. W 2005 roku został powołany do kadry na Złoty Puchar CONCACAF. Zagrał na nim w meczach z Gwatemalą (4:3), RPA (3:3) i Stanami Zjednoczonymi (1:3), a Jamajka zakończyła turniej na ćwierćfinale.
W latach 1999–2005 w drużynie narodowej Scarlett rozegrał 38 spotkań i zdobył 3 bramki.